# 아프탄딜 치리키슈빌리
아프탄딜 치리키슈빌리(조지아어: ავთანდილ ჭრიკიშვილი, 1991년 3월 18일~)는 조지아의 유도 선수이다. 2012년과 2016년 하계 올림픽에 참가했으며, 2014년 세계 선수권 대회에서 남자 하프미들급 우승을 차지했다.

## 경기 결과
| 날짜 | 대회                                              | 결과 | 체급            |
| ---- | ------------------------------------------------- | ---- | --------------- |
| 2016 | 유럽 유도 선수권 대회                             | 2    | 미들급 (−81 kg) |
| 2016 | 그랜드 슬램 파리                                  | 1    | 미들급 (−81 kg) |
| 2015 | 그랜드 슬램 도쿄                                  | 1    | 미들급 (−81 kg) |
| 2015 | 유럽 유도 선수권 대회                             | 1    | 미들급 (−81 kg) |
| 2014 | 세계 유도 선수권 대회                             | 1    | 미들급 (−81 kg) |
| 2014 | 유럽 유도 선수권 대회                             | 1    | 미들급 (−81 kg) |
| 2014 | 그랜드 슬램 파리                                  | 1    | 미들급 (−81 kg) |
| 2014 | ECCO Team Challenge                               | 1    | 미들급 (−81 kg) |
| 2013 | 세계 유도 선수권 대회                             | 2    | 미들급 (−81 kg) |
| 2013 | 유럽 유도 선수권 대회                             | 1    | 미들급 (−81 kg) |
| 2012 | Georgian Championships Tbilisi                    | 1    | 미들급 (−81 kg) |
| 2012 | European Championships for Clubs men Istanbul     | 3    | 미들급 (−81 kg) |
| 2012 | PJC World Cup Buenos Aires                        | 1    | 미들급 (−81 kg) |
| 2012 | 유럽 유도 선수권 대회                             | 1    | 미들급 (−81 kg) |
| 2012 | World Cup Tbilisi                                 | 1    | 미들급 (−81 kg) |
| 2011 | IJF World Cup Apia                                | 1    | 미들급 (−81 kg) |
| 2011 | World Cup Bucharest                               | 1    | 미들급 (−81 kg) |
| 2011 | 유럽 유도 선수권 대회                             | 3    | 미들급 (−81 kg) |
| 2011 | World Cup Tbilisi                                 | 1    | 미들급 (−81 kg) |
| 2010 | Georgian Championships Tbilisi                    | 3    | 미들급 (−81 kg) |
| 2010 | World Junior Championships U20 Agadir             | 1    | 미들급 (−81 kg) |
| 2010 | European U20 Championships Samokov                | 1    | 미들급 (−81 kg) |
| 2010 | Georgian U20 Championships Tbilisi                | 1    | 미들급 (−81 kg) |
| 2010 | International Junior Tournament 'Attila Cup' Baku | 2    | 미들급 (−81 kg) |
| 2010 | European U20 Cup Mudania "Iliadis Cup"            | 1    | 미들급 (−81 kg) |
| 2009 | European U20 Championships Yerevan                | 3    | 미들급 (−81 kg) |
| 2009 | EJU Junior Tour U20 Izmir 'Cehat Sener'           | 1    | 미들급 (−81 kg) |
| 2009 | EJU Top Junior Tour U20 Paks                      | 3    | 미들급 (−81 kg) |
| 2009 | Georgian U20 Championships Tbilisi                | 1    | 미들급 (−81 kg) |
| 2008 | EJU Top Junior Tour U20 Prague                    | 3    | 미들급 (−81 kg) |

## 올림픽
2012년 하계 올림픽 남자 유도 -81kg
| 선수                  | 세부 종목 | 64강전              | 32강전                               | 16강전                           | 8강전               | 준결승              | 패자 부활전         | 결승 / 순위 결정전  | 결승 / 순위 결정전 |
| 선수                  | 세부 종목 | 상대 선수 경기 결과 | 상대 선수 경기 결과                  | 상대 선수 경기 결과              | 상대 선수 경기 결과 | 상대 선수 경기 결과 | 상대 선수 경기 결과 | 상대 선수 경기 결과 | 순위               |
| 아프탄딜 치리키슈빌리 | -81kg     | 부전승              | T. 마리야노비치 (CRO) · 승 0100–0001 | T. 스티븐스 (USA) · 패 0000–1000 | 진출 실패           | 진출 실패           | 진출 실패           | 진출 실패           | 진출 실패          |

2012년 하계 올림픽 남자 유도 -81kg
| 선수                  | 세부 종목 | 64강전              | 32강전                              | 16강전                           | 8강전                            | 준결승              | 패자 부활전         | 결승 / 순위 결정전           | 결승 / 순위 결정전 |
| 선수                  | 세부 종목 | 상대 선수 경기 결과 | 상대 선수 경기 결과                 | 상대 선수 경기 결과              | 상대 선수 경기 결과              | 상대 선수 경기 결과 | 상대 선수 경기 결과 | 상대 선수 경기 결과          | 순위               |
| 아프탄딜 치리키슈빌리 | -81kg     | 부전승              | I. 실바 모랄레스 (CUB) · 승 001–000 | J. 투르시오스 (HON) · 승 001–000 | M. 마르콘치니 (ITA) · 승 011–000 | 부전승              | 부전승              | T. 나가세 (JPN) · 패 000–001 | 5                  |